# Lao (flod)
Lao är en kort men viktig kalabresisk flod. Floden börjar i den italienska regionen Basilicata, där under namnet Mèrcure. Floden har fått sitt namn från staden Laos i Magna Graecia.
Under antiken kallades floden Laus (latin) eller Laos (grekiska). Den hade historisk betydelse som en av de två gränsfloderna mellan de rivaliserande folkgrupperna lukaner och bruttier.
Idag är floden en populär plats för rafting.